# Samarkand Challenger 1998
Il Samarkand Challenger 1998 è stato un torneo di tennis facente parte della categoria ATP Challenger Series nell'ambito dell'ATP Challenger Series 1998. Il torneo si è giocato a Samarcanda in Uzbekistan dal 19 al 25 ottobre 1998 su campi in terra rossa.

## Vincitori

### Singolare
Fredrik Jonsson ha battuto in finale  Oleg Ogorodov con il punteggio di 7–6, 6–3

### Doppio
Noam Behr /  Eyal Ran hanno battuto in finale  Andrej Merinov /  Andrej Stoljarov con il punteggio di 1–6, 6–4, 7–6